# Одноранговая сеть
Однора́нговая, децентрализо́ванная или пи́ринговая (англ. peer-to-peer, P2P — равный к равному) сеть — оверлейная компьютерная сеть, основанная на равноправии участников. Часто в такой сети отсутствуют выделенные серверы, а каждый узел (peer) является как клиентом, так и выполняет функции сервера. В отличие от архитектуры клиент-сервера, такая организация позволяет сохранять работоспособность сети при любом количестве и любом сочетании доступных узлов. Все узлы являются участниками сети.

## История
Впервые фраза «peer-to-peer» была использована в 1984 году при разработке архитектуры Advanced Peer to Peer Networking (APPN) фирмы IBM.

## Устройство одноранговой сети
В сети присутствует некоторое количество машин, при этом каждая может связаться с любой из других. Каждая из этих машин может посылать запросы другим машинам на предоставление каких-либо ресурсов в пределах этой сети и, таким образом, выступать в роли клиента. Будучи сервером, каждая машина должна быть способной обрабатывать запросы от других машин в сети, отсылать то, что было запрошено. Каждая машина также должна выполнять некоторые вспомогательные и административные функции (например, хранить список других известных машин-«соседей» и поддерживать его актуальность).
Любой член данной сети не гарантирует своего присутствия на постоянной основе. Он может появляться и исчезать в любой момент времени. Но при достижении определённого критического размера сети наступает такой момент, что в сети одновременно существует множество серверов с одинаковыми функциями.
Пример такой сети: I2P, Gnutella2.

## Приватные P2P-сети
Пример сети: RetroShare

## Частично децентрализованные сети
Помимо чистых P2P-сетей, существуют так называемые гибридные сети, в которых существуют серверы, используемые для координации работы, поиска или предоставления информации о существующих машинах сети и их статусе (on-line, off-line и т. д.). Гибридные сети сочетают скорость централизованных сетей и надёжность децентрализованных благодаря гибридным схемам с независимыми индексационными серверами, синхронизирующими информацию между собой. При выходе из строя одного или нескольких серверов сеть продолжает функционировать. К частично децентрализованным сетям относятся например eDonkey, BitTorrent, Direct Connect, Tor.

## Пиринговая файлообменная сеть
Одна из областей применения технологии одноранговых сетей — обмен файлами. Пользователи файлообменной сети выкладывают какие-либо файлы в папку общего доступа («расшаренную» от англ. share — делиться) на своём компьютере, содержимое которой доступно для скачивания другим пользователям. Какой-нибудь другой пользователь сети посылает запрос на поиск какого-либо файла. Программа ищет у клиентов сети файлы, соответствующие запросу, и показывает результат. После этого пользователь может скачать файлы у найденных источников. В современных файлообменных сетях информация загружается сразу из нескольких источников. Её целостность проверяется по контрольным суммам.
Многие распространяемые в таких сетях файлы, не являющиеся свободными для распространения с юридической точки зрения, распространяются в них без разрешения правообладателей. Видеоиздательские и звукозаписывающие компании утверждают, что это приводит к значительной недополученной ими прибыли. Проблем им добавляет тот факт, что пресечь распространение файла в децентрализованной сети технически невозможно — для этого потребуется физически отключить от сети все устройства, на накопителях которых находится этот файл, а таких устройств (см. выше) может быть очень и очень много — в зависимости от популярности файла их число может достигать нескольких сотен тысяч. В последнее время издатели видеопродукции и звукозаписывающие компании стали подавать в суд на отдельных пользователей таких сетей, обвиняя их в незаконном распространении музыки и видео.
Такие организации, как RIAA, дискредитируют пиринговые сети, публикуя в них фальшивые файлы (содержание которых не соответствует названию и часто носит порнографический характер). Это привело к потере популярности сети KaZaA в пользу eDonkey, имеющей более совершенную архитектуру.
Несмотря на то, что в феврале 2006 прекратил работу самый популярный сервер сети eD2k — Razorback — и была прекращена разработка коммерческого клиента EDonkey2000, сама сеть ED2K продолжает функционировать, так как не завязана на конкретные серверы, и существует большое количество свободно распространяемых клиентских программ типа eMule и mlDonkey.

## Пиринговые сети распределённых вычислений
Технология пиринговых сетей (не подвергающихся квазисинхронному исчислению) применяется также для распределённых вычислений. Они позволяют в сравнительно короткие сроки выполнять поистине огромный объём вычислений, который даже на суперкомпьютерах потребовал бы, в зависимости от сложности задачи, многих лет и даже столетий работы. Такая производительность достигается благодаря тому, что некоторая глобальная задача разбивается на большое количество блоков, которые одновременно выполняются сотнями тысяч компьютеров, принимающими участие в проекте. Один из примеров такого использования пиринговых сетей продемонстрировала компания Sony на игровых приставках Sony PlayStation 3 в рамках проекта Folding@Home, копирующий аналогичный подход проекта SETI@home.

## Пиринговые платёжные системы
В 2009 году появились полностью децентрализованные платёжные системы, называемые криптовалютами. Основная их идея в том, чтобы предоставить возможность электронной оплаты без посредничества банков или иных административно контролируемых посредников — напрямую между равноправными пользователями, как если бы это была оплата наличными деньгами. Основная проблема для подобных платежей была в технической возможности точного полного копирования любой цифровой информации, что позволяло производить двойную трату одних и тех же средств. Впервые эту проблему получилось преодолеть благодаря комбинированию технологий последовательного хеширования связной информации и доказательства выполнения работы, в результате чего появилась блокчейн-технология, впервые реализованная в криптовалюте Биткойн.

## Другие децентрализованные сервисы
- Протокол децентрализованной торговли OpenBazaar.
- Платформа для создания децентрализованных онлайн-сервисов и автономных организаций на базе блокчейна — Ethereum, в которой используются умные контракты.
- Распределённая поисковая система YaCy.

## Пиринговое вещание
Принцип peer-to-peer применяется в отдельных сценариях потоковой передачи медиа-данных. Наиболее эффективны подобные технологии в случае, когда большое количество потребителей находятся внутри одной подсети либо в связанных между собой подсетях.